# فنار البوغاز الكبير
فنار البوغاز الكبير ويعرف أيضًا باسم فنار المكس الواطي هو فنار يقع على الشاطئ غرب حي المكس، الإسكندرية. بُني الفنار في 1905 أو 1908 وهو عبارة عن برج دائري مدبب بطول 20 م (66 قدمًا) ذو سقف مقبب بدلاً من الفانوس؛ تظهر أضواء الفنار من خلال فتحات صغيرة. والبرج مطلي بخطوط عمودية حمراء وبيضاء. والفنار يرشد السفن إلى ميناء الإسكندرية الجديد، على بعد حوالي 13 كم (8 ميل) جنوب غرب المدينة القديمة. يقع الفنار بجانب الشارع الرئيسي على طول الساحل في المنطقة الصناعية ويقع خلفه فنار المكس العالي بحوالي 200 م.